# Марк Корнелий Малугинский (децемвир)
Марк Корнелий Малугинский (лат.  Marcus Cornelius Maluginensis; V век до н. э.) — римский политический деятель из патрицианского рода Корнелиев, член второй коллегии децемвиров (450—449 годы до н. э.).
Тит Ливий и Дионисий Галикарнасский называют Марка братом Луция Корнелия Малугинского Уритина, консула 459 года до н. э. Однако последний, согласно триумфальным фастам, был сыном Сервия и внуком Публия, а Марк — внуком Сервия (патроним утрачен). Соответственно Марк мог быть сыном Луция.
Включение Марка Корнелия, как и ряда других лиц, в децемвирскую коллегию источники приписывают козням Аппия Клавдия, стремившегося к единоличной власти и поэтому организовавшего победу на выборах удобных для него кандидатов. Когда на земли Рима напали эквы, Марку Корнелию наряду с ещё четырьмя децемвирами поручили войну с ними. Войско, недовольное политическим строем, не хотело воевать и было полностью разгромлено на Альгиде, после чего бежало в Тускул. 
После примирения патрициев и плебеев Марк Корнелий, как и все его коллеги по должности, стал частным лицом и отправился в изгнание, а его имущество было конфисковано.